# Humokolinit
Podgrupa humokolinitu – jest to podgrupa macerałów z grupy huminitu węgli brunatnych powstała z żeli humusowych. W skład tej podgrupy wchodzą następujące macerały:
- żelinit
  - poriżelit
  - lebiżelinit
- korpohuminit